# Agrotis privata
Agrotis privata là một loài bướm đêm trong họ Noctuidae.